# 桜井政博
桜井 政博（さくらい まさひろ、1970年〈昭和45年〉8月3日 - ）は、日本のゲームクリエイター、実業家、YouTuber。ゲームソフトの開発を行う有限会社ソラの設立者で代表取締役。
『星のカービィシリーズ』および『大乱闘スマッシュブラザーズシリーズ』（スマブラ）のディレクターを務めており、俗にそれらの「生みの親」とも称されている。

## 来歴

### ハル研究所入社まで（1970年 - 1989年）
東京都武蔵村山市出身。幼少期からコンピュータゲームを嗜んでいた。5歳ごろ、パドルコントローラでボールを跳ね返すテニスゲームをプレイした際、その物理法則を無視した世界に「すごい!」と感動したエピソードを雑誌のインタビューで述懐した。
中学生となり貯金をしてファミリーベーシックを購入。ビデオゲームを制作する楽しさを教わったと語っている。桜井にとってファミリーベーシックは人生のターニングポイントであり、これがなければ『カービィ』や『スマブラ』は生まれなかったという。
ゲーム制作への関心は人一倍強かったが、おぼろげな専門家という職業への憧憬を抱き、中学卒業後は電気工学系の高等専門学校へ進学。しかし、高専での授業と自身の思い描く将来とのギャップを徐々に認識しはじめ、見通しの甘さを省み、改めて進路を再検討した。純粋な強い興味と、1988年3月にセガ主催による「ファンタシースターII ストーリー募集キャンペーン」において「ゲームシステム大賞」に思いがけず入賞した経緯もあり、ゲームクリエイターを志すべく高専を中退し、普通高校へ編入した。
高校在学中はアルバイトで貯めた資金をゲームソフト購入に充て、ひたすら研究をしたという。この経験を機に膨大な数のソフトを購入し遊ぶ（研究する）習性がついたとのちに語っている。ソフトを研究する中で、『ガルフォース』（HAL研究所制作）の作り込まれたエンディングを目の当たりにした桜井は、制作者の熱意と信念を汲み取り、高校卒業後の1989年に同社へ入社した。

### ハル研究所在籍時代（1989年 - 2003年）
入社後まもなく社内で募集された「だれもが楽しめるゲームの企画」の構想を練ることとなった。それから3年後の1992年（当時21歳）、初のディレクション作品となったのが、ゲームボーイソフト『星のカービィ』である。同作は日本のみならず全世界累計売上500万本以上のヒットとなり、会社の経営危機の救済に寄与した。『星のカービィ』は主役のキャラクターデザインから、吸い込み・吐き出し・ホバリングといったゲームシステムの大部分を桜井が企画し、グラフィックを描き起こした。
会社再建をかけた次回作『星のカービィ 夢の泉の物語』でもディレクターを務めている。前作でウィークポイントに挙がった難度の低さをコピー能力の導入や大幅なボリュームアップにより補った。同作品の発売年である1993年はすでにハード終焉期だったが、ファミコン最後となるミリオンセラーを達成している。
1996年には、『夢の泉の物語』以来となる大幅なシステムおよびコピー能力の増強を図ったスーパーファミコン用ソフト『星のカービィ スーパーデラックス』のディレクションを担った。同作品は宮本茂から「横スクロールアクションゲームで二人同時プレイができるようにしてほしい」との依頼にもとづき制作された。ゲームシステムだけでなく、2Dグラフィックという制約の中で（社員も認めるほど）無駄のない完成度に仕上げられ、いまだに高い人気を誇っている。
1999年発売のNINTENDO 64用ソフト『ニンテンドウオールスター!大乱闘スマッシュブラザーズ』は、当初1996年10月に4人同時対戦型の体力ゲージの存在しない独特の2.5Dアクション格闘ゲームとして企画がスタートした。しかし、家庭用ゲームにおけるオリジナルキャラクターの格闘ゲームはヒットしないジンクスがあったため、桜井はマリオやサムス・アランといった任天堂キャラクターの使用許諾を得るべく、本社および宮本茂らに対し交渉を行った。その際、上司だった岩田聡の人脈をかなり頼ったという。制作側には好評を得たが、任天堂キャラが戦うという内容に問屋などが反意を示し、メディアへの大々的な露出は控えていた。しかし自ら開設した「スマブラ拳!!」というオフィシャル攻略サイトの存在や口コミによって、最終的には国内で200万本に迫るメガヒットを記録。
このころの桜井は「ゲームクリエイターとしての制作活動だけでなく、広告含めたユーザに対する認知・理解のための活動」を強めるとともに「開発者とユーザーのコミュニケーション・双方からの意見交換」に関する活動を積極化させている。自身の開設したウェブサイト『スマブラ拳!!』では「アンケート集計拳!!」というある種のメールフォーラムを開き、ユーザーが桜井宛にメッセージを送信できるシステムを構築した。桜井はそれら一部に対してコメントを掲示するなど、双方向による交流を図っていた。下記の雑誌コラムにおいても読者からの手紙に対する返答や、開発者視点における業界の現状表明などを行っている。
同じ時期に桜井はカービィシリーズの統括ディレクターにも就任し、『大乱闘スマッシュブラザーズDX』や『カービィのエアライド』の開発と並行しアニメ版『星のカービィ』の監修などカービィシリーズのメディア展開全般の仕事に関わっていた。
なお、桜井はゲームクリエイターとなった後も、熱心なゲームユーザーであり続けている。ゲーム雑誌『週刊ファミ通』にて2003年〜2021年11月まで連載されていたコラム『桜井政博のゲームについて思うこと』の内容は、現役ユーザーだからこそ書ける側面があった。また同連載のきっかけは、一般プレイヤーとしてオンラインゲーム『ファイナルファンタジーXI』をプレイする桜井に『ファミ通』編集者が気づいたことによる。

### フリーランスからソラ設立まで（2003年 - 2009年）
2003年、「売れなかったらダメという責任ある立場で仕事がしたい」「ゲーム業界に貢献したい」という理由でハル研究所を退社。フリーのゲームクリエイターとして執筆活動やゲーム制作に参加した。
2005年、自身の今後を決めるため、ゲームショウ「E3 2005」を訪れる。そこで任天堂が「スマブラをレボリューション（Wiiのコードネーム）のWiFi対応タイトルとしてプッシュしている」というニュアンスの発表をしたところ、スマブラがレボリューション向けに開発中であると誤って伝わってしまう。桜井にとっては寝耳に水だったが、ショウの期間中に社長の岩田聡から正式なオファーを受け『大乱闘スマッシュブラザーズX』のディレクターとして制作に携わることとなった。
2005年8月15日、自身が代表取締役を務める有限会社ソラを設立。

### プロジェクトソラ時代（2009年 - 2012年）
2009年1月22日、岩田から出された「スマブラではないゲームを制作する特殊プロジェクト」を進めるべく、株式会社プロジェクトソラのディレクターとなる。当該作品は2010年6月16日、アメリカで開催されたE3にてニンテンドー3DS『新・光神話 パルテナの鏡』としてのちに公開された。
2009年2月18日、任天堂よりプロジェクトソラの設立が告知された。
2010年、CESAが主催する「日本ゲーム大賞」における「ゲームデザイナーズ大賞」設立に寄与した。
2012年6月30日、『新・光神話 パルテナの鏡』の制作完了をもって、株式会社プロジェクトソラの解散を告知。7月30日、公式ホームページが閉鎖された。

### プロジェクトソラ解散後から現在（2012年 - ）

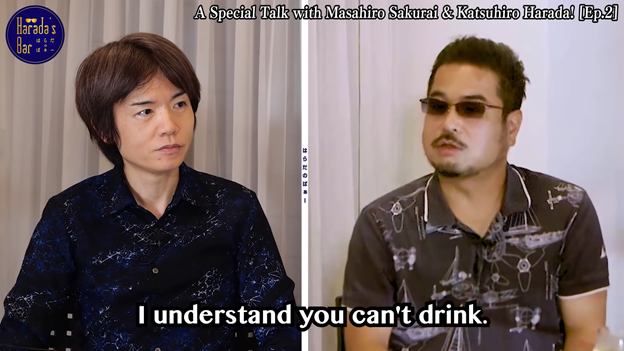
原田勝弘との対談にて

2012年10月ごろ、右手に石灰沈着性腱板炎を患う。2014年ごろには左腕および左肩にも症状が発生し、2018年4月時点においても完治していなかった。これを受けTwitterでは「#YouCanDoItSakurai」というハッシュタグが出現。世界中から励ましのメッセージが寄せられ、桜井は自身の著書にて感謝の意を述べている。
2015年、「日本ゲーム大賞 2015」において「経済産業大臣賞」を受賞した。
2018年、E3にて桜井の出演したプレゼン映像を観た複数のユーザーから「痩せた」「やつれた」「お大事に」というメッセージが寄せられた。これは桜井が体重を6キロ絞ったことが原因だと明かされた。
2019年、「ファミ通アワード 2018」において「MVP」を受賞した。また、桜井がディレクターを務めた『大乱闘スマッシュブラザーズ SPECIAL』が「ゲーム・オブ・ザ・イヤー」を、かつて生み出したキャラクターであるカービィが「最優秀キャラクター賞」をあわせて受賞している。
同じく2019年、CESAが主催するCEDECが実施する「CEDEC AWARDS」にて、「CEDEC AWARDS 2019 - 特別賞」を受賞した。
2020年5月16日、親交のある中村悠一、マフィア梶田、大川ぶくぶによるYouTubeチャンネル「わしゃがなTV」に初ゲストとして参加。その後も数回出演し準レギュラー扱いとなっている。2021年5月現在も、ゲストにおける出演回数は最多。
2021年5月27日、自身のTwitterにて「桜井政博のゲームについて思うこと」が連載終了する旨を発表。『ファミ通』2021年11月4日発売号をもって終了した。
2021年8月29日、原田勝弘との対談にて、石灰沈着性腱板炎がすでに完治していることを明かした。しかし現在は、ドライアイ（乾燥性角結膜炎）に悩まされているという。
2022年3月12日、「ファミ通・電撃ゲームアワード 2021」において「MVC（Most Valuable Creator）」を受賞した。

#### YouTubeチャンネルの開始
2022年8月24日、桜井は「これから出るゲームの未来を少しだけ底上げすること」を目的に、YouTubeチャンネル『桜井政博のゲーム作るには』（およびその英語版チャンネル「Masahiro Sakurai on Creating Games」）を開設。ゲーム業界の発展に資するべくゲーム作りのノウハウなどを伝えていくと語った。アップする動画は、頭に入りやすいよう2分から5分程度の長さとし、投稿ペースは週2～3回を目指すとした。開設後1日で日本語・英語ともに20万人以上の登録者数を達成している。
桜井はYouTubeチャンネルを開設した経緯として、自身のゲーム制作におけるイロハやその仕組みを多くの人に伝えるには「YouTubeが一番適していると考えた」と述べている。桜井の動画制作の工程は、まずテーマを決め、粗い原稿を書き、小型のデジタルカメラで自身が話す映像を撮影し、動画内で引用されるゲーム映像の素材を録画する。その後、それらの素材を受け取ったキュービストが制作したコンテを確認し、動画の本制作に入るという。その際、イラストや不足するゲーム映像はキュービストが用意している。動画の完成後は、ハチノヨンが動画を英語に翻訳する。動画サムネイルは、桜井監修のもと、基本的にキュービストが制作している。
桜井の一部の動画は、海外の学校にてゲーム制作を学ぶ講義に使用された。また、「トップランナーによる質の高いゲーム開発のコツ・ノウハウを、ゲーム開発者が視聴しやすい番組として提供」していることと、「万人へ向けたゲーム開発の知見の共有」が評価されて、「CEDEC AWARDS 2023」の「ゲームデザイン部門」および「ビジュアル・アーツ部門」で「ノミネーションリスト（優秀賞）」に入り、またその後2部門ともにで「最優秀賞」にも選出され、受賞をした。
2024年10月15日、自身のYouTubeチャンネルの通常回の更新を終了。2024年10月22日に投稿された最終回では、本プロジェクトが桜井のゲーム開発期間の空白時期に行われ、通常回全256回は全てチャンネル開設前の2022年4月までに撮影が完了していたことを明かした。
2025年3月、「『桜井政博のゲーム作るには』の成果」により、「文化庁」が主催する「令和6年度 （第75回） 芸術選奨 - メディア芸術部門 芸術選奨文部科学大臣賞」を受賞した。YouTubeチャンネルでの実績が贈賞理由になったのは史上初である。
また同年同月、「デジタルメディア協会」が主催する「デジタル・コンテンツ・オブ・ジ・イヤー'24 / 第30回 AMDアワード - 功労賞」を受賞した。
2025年4月2日、Nintendo Directにて、『カービィのエアライダー』を2025年に発売する事と、桜井がディレクターである事が発表された。YouTubeチャンネルの最終回でチャンネル立ち上げ前に既に新作ゲームの制作が進められていることが仄めかされており、Nintendo Directでの発表後にそれが『カービィのエアライダー』であったことを明らかにした。

## 人物
大の猫好きであり、2009年7月3日と同年7月10日のファミ通「桜井政博のゲームについて思うこと」では新家族の猫を前者は丸1ページ猫のコラムと写真、後者は1枚の写真を公開していた。以降のコラムでも何回か写真で登場をしている。飼っているのはスコティッシュフォールドのメスで、名前は『ふくら』。X（旧Twitter）でもふくらの写真を度々公開している。
『ファイアーエムブレムシリーズ』については、ネット対談記事「桜井政博さんが訊く『ファイアーエムブレム新・暗黒竜と光の剣』」の他に、過去の開発の話が出来る人が他に居ない事で、2015年に開催された「ファイアーエムブレム祭」の特別司会のオファーを受けている。
小島秀夫は何度かラジオ共演している友人であり、『大乱闘スマッシュブラザーズX』には小島が制作を務めた『メタルギアシリーズ』のメインキャラクターであるソリッド・スネークがゲスト出演している。また、2018年には桜井がコジマプロダクション本社ビルに「潜入」をした。

## 主な受賞歴

### 個人賞
- 1988年：ファンタシースターII ストーリー募集キャンペーン - ゲームシステム大賞
- 2015年：日本ゲーム大賞 2015 - 経済産業大臣賞
- 2019年：ファミ通アワード 2018 - MVP[23]
- 2019年：CEDEC AWARDS 2019 - 特別賞[1]
- 2022年：ファミ通・電撃ゲームアワード 2021 - MVC[29]
- 2022年：YouTube Creator Awards - Silver Creator Award[45][46]
- 2023年：CEDEC AWARDS 2023 - ビジュアル・アーツ部門 最優秀賞[注 1][2]
- 2023年：CEDEC AWARDS 2023 - ゲームデザイン部門 最優秀賞[注 1][2]
- 2025年：令和6年度 （第75回） 芸術選奨 - メディア芸術部門 芸術選奨文部科学大臣賞[3][47][4]
- 2025年：デジタル・コンテンツ・オブ・ジ・イヤー'24 / 第30回 AMDアワード - 功労賞[48]

## 作品リスト
太字はディレクター作品。

### コンピュータゲーム
- 突撃!ポンコツタンク（英語版）（1991年、ゲームボーイ）アニメーション、仕様設計[49] ※ノンクレジット
- 星のカービィシリーズ - 統括ディレクター（2001年 - 2003年）[14]
  - 星のカービィ（1992年、ゲームボーイ）ディレクター、キャラクターデザイナー
  - 星のカービィ 夢の泉の物語（1993年、ファミリーコンピュータ）ディレクター、キャラクターデザイナー
  - Kirby's Avalanche（1995年、Super Nintendo Entertainment System）監修[50]
  - 星のカービィ スーパーデラックス（1996年、スーパーファミコン）ディレクター、マイクカービィ（スタンドマイク）の声
  - 星のカービィ64（2000年、NINTENDO 64）デデデ大王の声
  - 星のカービィ 夢の泉デラックス（2002年、ゲームボーイアドバンス）ゼネラルディレクター
  - カービィのエアライド（2003年、ニンテンドー ゲームキューブ）ディレクター
  - 星のカービィ 鏡の大迷宮（2004年、ゲームボーイアドバンス）スペシャルアドバイザー
  - 星のカービィ ウルトラスーパーデラックス（2008年、ニンテンドーDS）『大乱闘スマッシュブラザーズX』で制作された戦艦ハルバードのモデルを開発会社に譲渡している[51]
  - 星のカービィ ロボボプラネット（2016年、ニンテンドー3DS）本人は「ほんの少しだけ見ています」と述べている[52]
  - カービィのエアライダー（2025年、Nintendo Switch 2）ディレクター
- 大乱闘スマッシュブラザーズシリーズ
  - ニンテンドーオールスター!大乱闘スマッシュブラザーズ（1999年、NINTENDO 64）ディレクター
    - VC版でも開発に参加[53]。

  - 大乱闘スマッシュブラザーズDX（2001年、ニンテンドー ゲームキューブ）ディレクター
  - 大乱闘スマッシュブラザーズX（2008年、Wii）ディレクター、デデデの声、「大乱闘スマッシュブラザーズX メインテーマ」「（スマブラX版）ファイアーエムブレムのテーマ」の歌詞の日本語原案作成[54][55]。訳は山下太郎が担当。
  - 大乱闘スマッシュブラザーズ for Nintendo 3DS / Wii U（2014年、ニンテンドー3DS、Wii U）ディレクター、デデデの声
  - 大乱闘スマッシュブラザーズ SPECIAL（2018年、Nintendo Switch）ディレクター、デデデの声
- メテオス（2005年、ニンテンドーDS）ゲームデザイン
- 新・光神話 パルテナの鏡（2012年、ニンテンドー3DS）ディレクター、シナリオ

### アニメ
- 星のカービィ（2001年 - 2003年）原案・監修

### 電子ゲーム
- そだてて!ムシキング（2006年）ゲームデザイン

### その他
- メイキング オブ ファイアーエムブレム 開発秘話で綴る25周年、覚醒そして（徳間書店、2015年11月28日、インタビュー[注 2]）

## 出演

### テレビ番組
- 題名のない音楽会（テレビ朝日、2010年8月29日、マリオ・ドラクエ・FF～大人気ゲーム音楽SPにゲスト出演[56]）
- ゲームセンターCX 生放送スペシャル 有野課長30代最後の生挑戦!（CSフジテレビ、2012年2月24日） - 応援VTRとして出演。

### ラジオ
- HIDECHAN! ラジオ 第60、61、62、63、86、87、100、112、138、142、179、180回に出演（第100回は記念メッセージのみ）。

### インターネット配信
- よゐこのスマブラで大乱闘生活（2018年12月4日 - 20日）
- よーすぴサンタ 〜1970年生まれのクリエーターと過ごすクリスマスナイト〜（2019年12月24日）[57]
- マフィア梶田と中村悠一の「わしゃがなTV」(YouTube、一部のライブ配信のみ）[24][58][59][60][61][62]
- 桜井政博のゲーム作るには（YouTube、2022年8月24日 - 2024年10月22日）

### 雑誌連載
- 週刊ファミ通『桜井政博のゲームについて思うこと』連載500回記念特番（2016年3月10日）[63]

## 著作
『ファミ通』連載コラムの単行本
- 『桜井政博のゲームについて思うこと Think about the Video Games』（エンターブレイン、2005年3月、ISBN 4757722710）
- 『桜井政博のゲームについて思うこと 2巻 Think about the Video Games』（エンターブレイン、2006年3月、 ISBN 4757727704）
- 『桜井政博のゲームについて思うこと DX Think about the Video Games 3』（エンターブレイン、2008年7月、ISBN 9784757743687）
- 『桜井政博のゲームについて思うこと X Think about the Video Games 4』（エンターブレイン、2009年5月、ISBN 978-4-7577-4916-0）
- 『桜井政博のゲームを遊んで思うこと』（エンターブレイン、2012年4月、ISBN 978-4-04-728028-1）
- 『桜井政博のゲームを作って思うこと』（エンターブレイン、2012年4月、ISBN 978-4-04-728029-8）
- 『桜井政博のゲームを遊んで思うこと2』（KADOKAWA/エンターブレイン、2015年6月、ISBN 4047330132）
- 『桜井政博のゲームを作って思うこと2』（KADOKAWA/エンターブレイン、2015年6月、ISBN 4047330124）
- 『桜井政博のゲームについて思うこと 2015-2019』（KADOKAWA/Gzブレイン、2019年4月、ISBN 9784047333970）